# Faïencerie Loebnitz
La Faïencerie Loebnitz est une ancienne faïencerie construite en 1884 par l'architecte Paul Sédille.

## Histoire
La famille Loebnitz (Jules Paul Loebnitz et son père) reprend en 1857 une manufacture de faïence. Après une période faste marquée par l'obtention d'une médaille d'or lors de l'exposition Universelle de 1878, la manufacture ferme en 1935. Des fours subsistent encore dans le sous-sol de l'immeuble

## Localisation
La faïencerie est située au nord-ouest du 11e arrondissement de Paris. L'entrée se trouve au 4 de la rue de la Pierre-Levée.

## Architecture
L'architecte des Magasins du Printemps, Paul Sédille, réalisa l'édifice en 1884. La faïencerie comporte d'un côté des ateliers, de l'autre des logements pour le personnel. La façade comprend trois panneaux en céramique (architecture, peinture et sculpture) réalisés par Émile Lévy et de son élève Lazar Meyer, provenant de la porte du pavillon des Beaux-arts de l'Exposition universelle de 1878. Un quatrième panneau (la céramique) a été mis en place par le céramiste Loebnitz en guise d'enseigne.

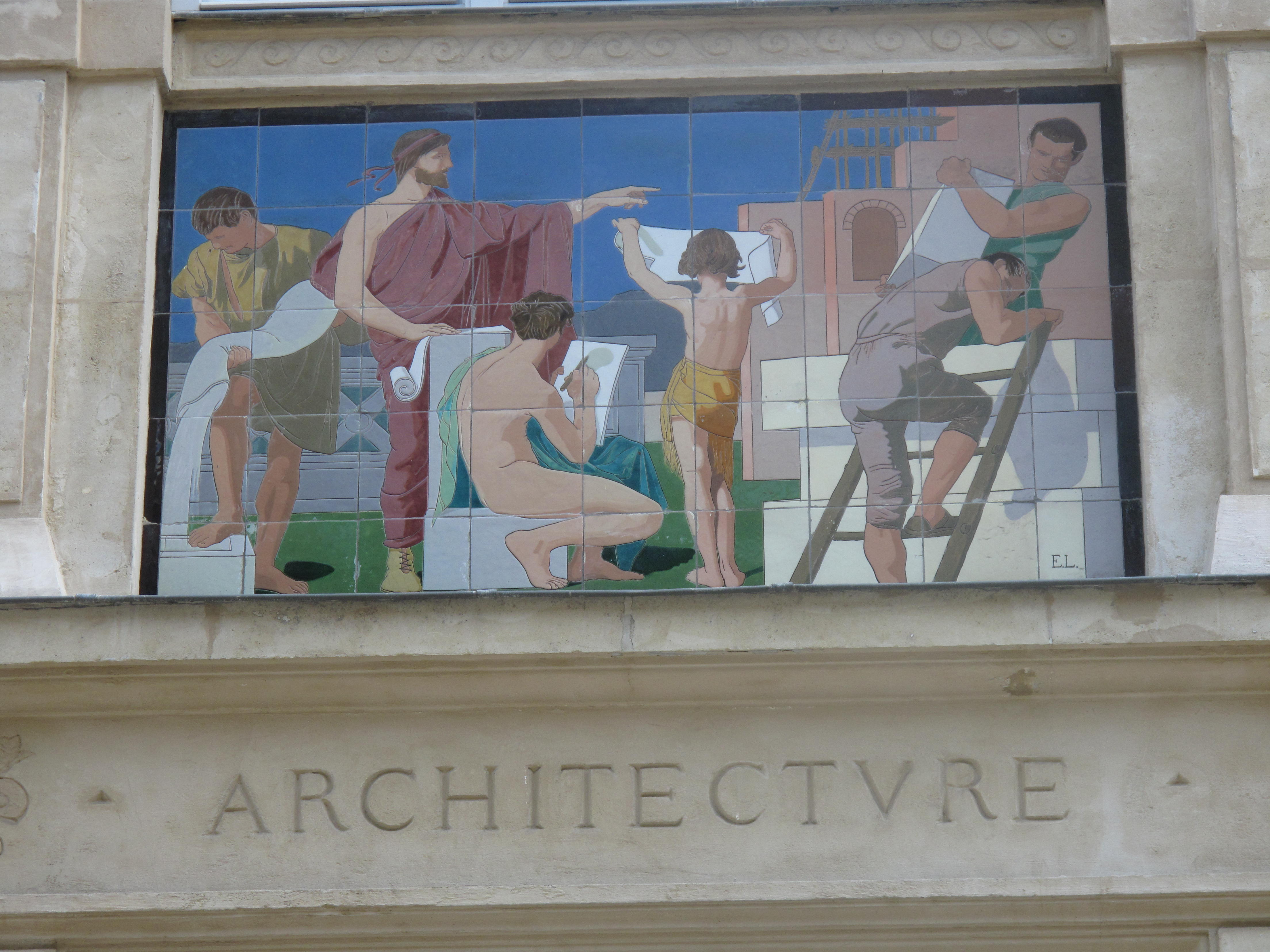
Panneau en céramique Architecture.
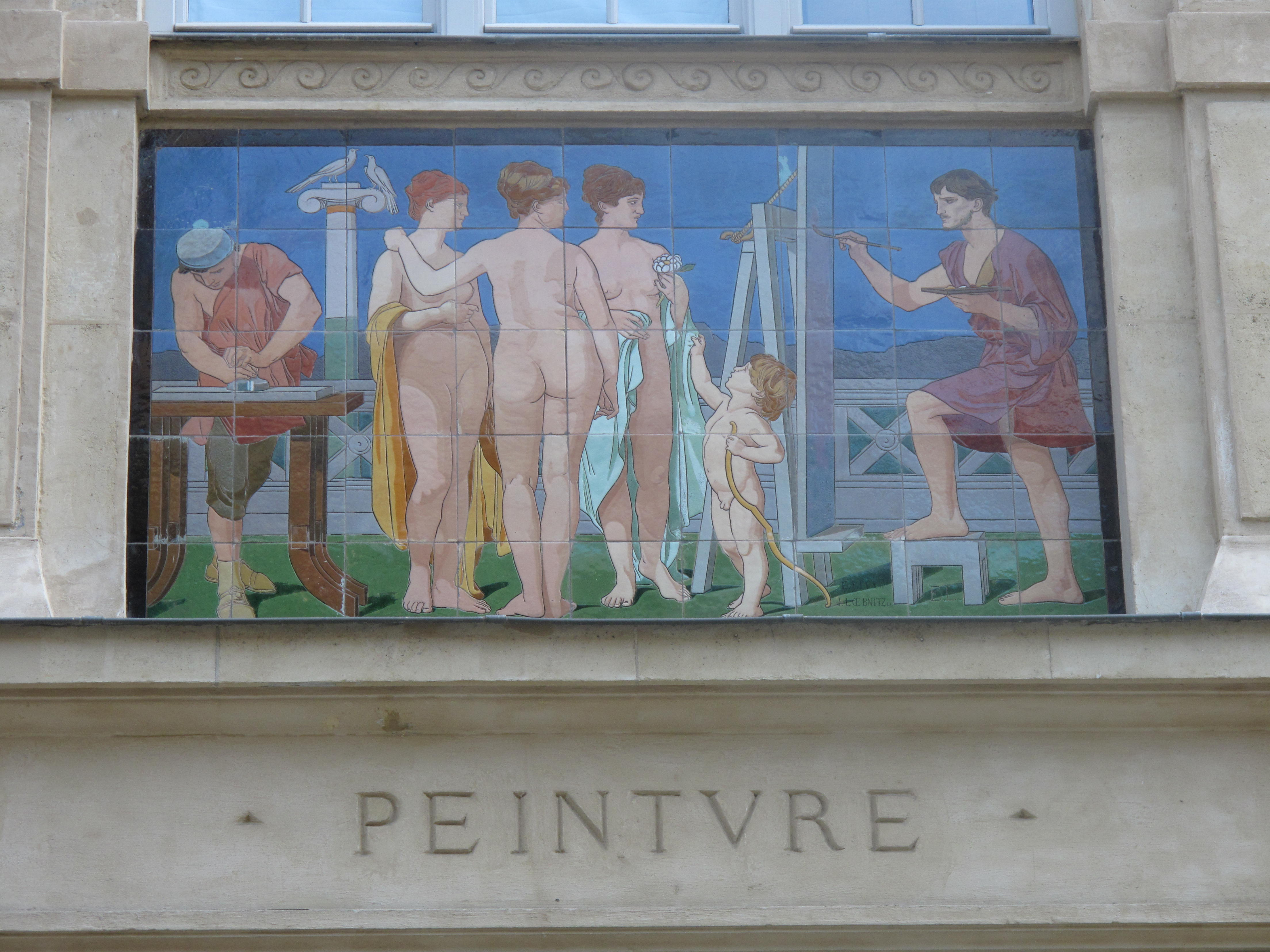
Panneau en céramique Peinture.
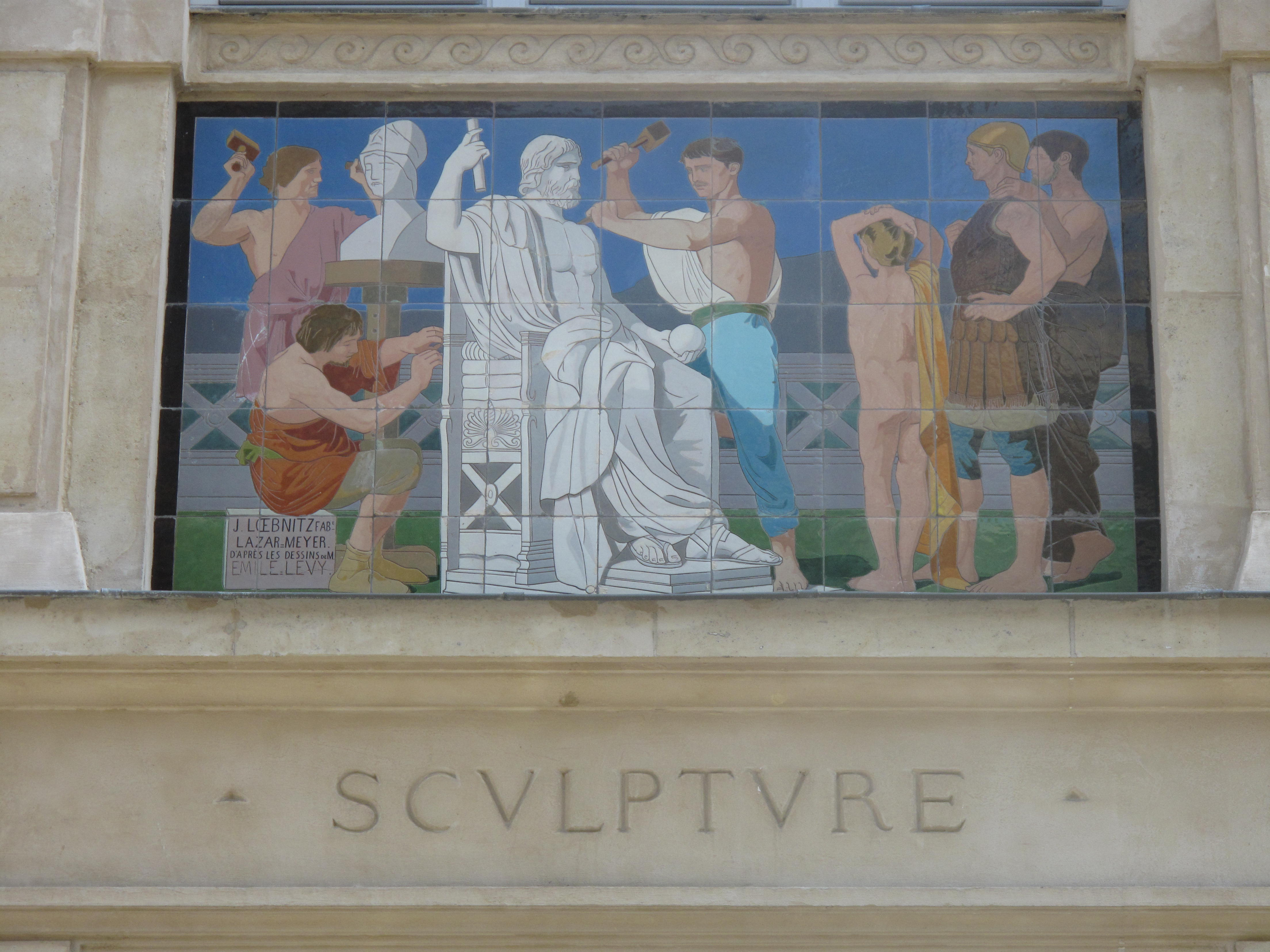
Panneau en céramique Sculpture.
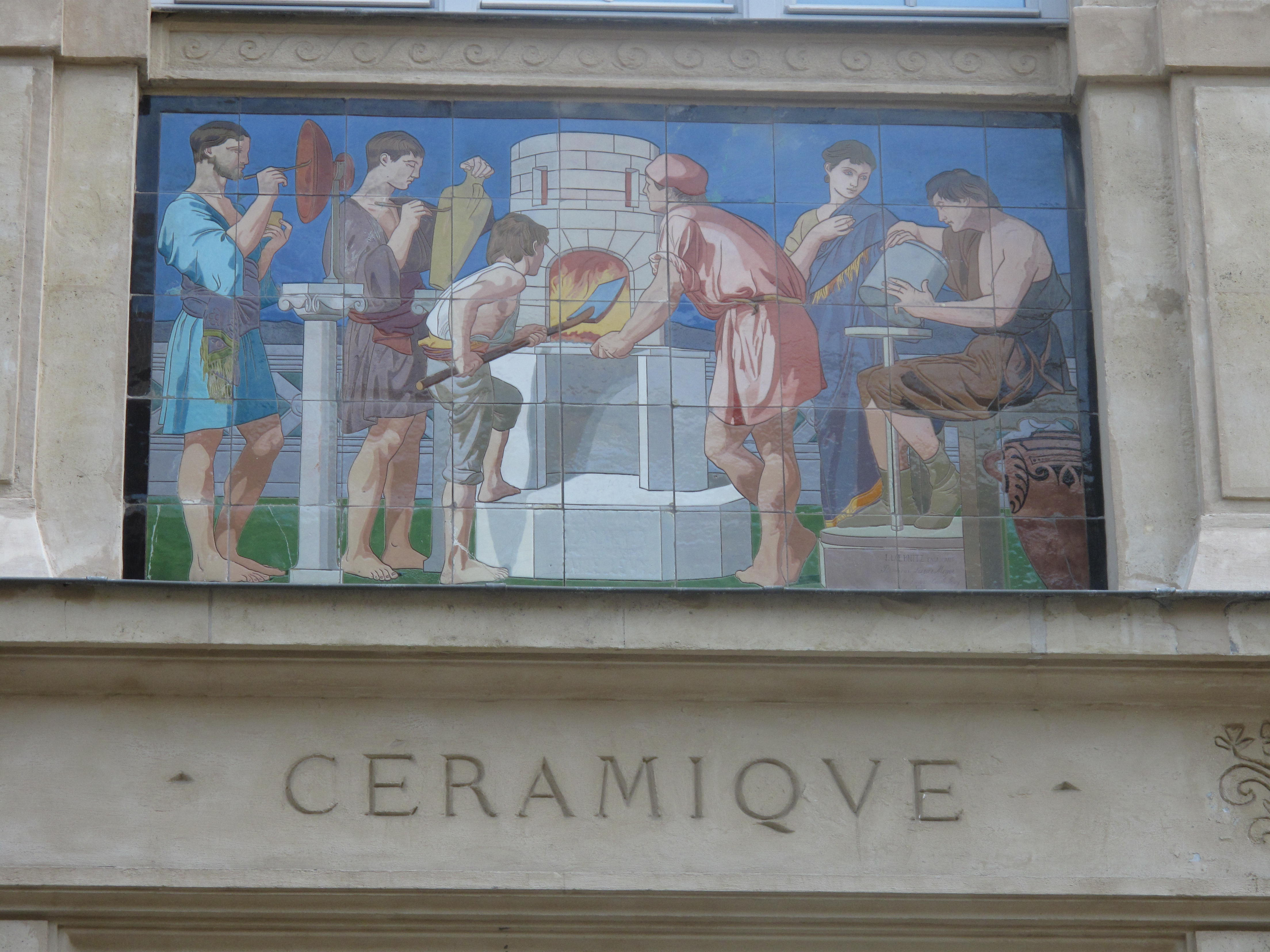
Panneau en céramique Céramique.

Les façades et toitures de l'atelier de l'ancienne faïencerie, y compris la charpente métallique de la faïencerie sont inscrites au titre des monuments historiques en 2002.